# Omalodes haitianus
Omalodes haitianus är en skalbaggsart som beskrevs av Sylvain Auguste de Marseul 1853. Omalodes haitianus ingår i släktet Omalodes och familjen stumpbaggar. Inga underarter finns listade i Catalogue of Life.